# San Vicente de la Sonsierra
San Vicente de la Sonsierra település Spanyolországban, La Rioja autonóm közösségben. San Vicente de la Sonsierra Ábalos, Baños de Ebro, Labastida, Peñacerrada-Urizaharra, San Asensio és Briones községekkel határos. Lakosainak száma 1014 fő (2024).

## Népesség
A település népessége az elmúlt években az alábbi módon változott:
| Lakosok száma | 1123 | 1191 | 1146 | 1150 | 1127 | 1037 | 1014 | 990  | 1031 | 1014 |
|               | 2001 | 2004 | 2007 | 2009 | 2012 | 2014 | 2017 | 2019 | 2022 | 2024 |